# Cheongwon-gu
Cheongwon-gu (Hangul: 청원구, Hanja: 淸原區) là một quận không tự trị của thành phố Cheongju ở Chungcheong Bắc, Hàn Quốc. Cheongwon-gu được thành lập từ một phần của Sangdang-gu và một phần của Cheongwon-gun vào tháng 7 năm 2014.

## Phân cấp hành chính
Cheongwon-gu được chia thành 2 thị trấn (eup), một xã (myeon), và 5 phường (dong).
|                           | Hangul     | Hanja         |
| ------------------------- | ---------- | ------------- |
| Naesu-eup                 | 내수읍     | 內秀邑        |
| Ochang-eup                | 오창읍     | 梧倉邑        |
| Bugi-myeon                | 북이면     | 北二面        |
| Uam-dong                  | 우암동     | 牛岩洞        |
| Naedeok-dong              | 내덕1동    | 內德洞        |
| Naedeok-dong              | 내덕2동    | 內德洞        |
| Yuryang-dong Sacheon-dong | 율양사천동 | 栗陽洞 斜川洞 |
| Ogeunjang-dong            | 오근장동   | 梧根場洞      |

## Liên kết
- Website chính thức (tiếng Hàn)